# 近親相姦ポルノ
近親相姦ポルノ（きんしんそうかんぽるの）とはアダルトビデオやエロ本などで描かれる近親相姦のポルノのジャンルである。

## 概説
近親相姦は一般に劣情と背徳心を煽るものであり、ポルノの世界における一つの重要なジャンルである。古くは小説や成人向け総合雑誌に取り上げられ、ポルノ映画やエロ漫画、現在ではインターネット上においても見られるものである。
近親相姦としてよく見られる型に
- 兄弟姉妹の近親相姦
- 親と子供の近親相姦

というように細分する事ができる。特によく見られるのは兄妹（俗に言う妹萌え）、姉弟（俗に言う姉萌え）、父子、母子である。特に母子関係はエディプスコンプレックスの具現化である。
近親相姦ポルノは、現実の親子・兄弟姉妹によって生み出され得る。しかし、メインタイプのこのポルノは、家族関係を想像させる単に相当異なる年齢の俳優または同様の外観の俳優を単に使う。いずれにせよ、これらの組み合わせにおいて低年齢者が含まれる可能性があり、全てのパートナーが成人であるならば、日本では18歳以上の場合は合法となるが、パートナーが子供（17歳以下）の場合は児童ポルノになる。
近親相姦ポルノはいわゆるエロ本の中でも独自の位置を占め、総合的な雑誌でもその特集を組む例もあり、専門誌が存在する。また、禁じられた体験をはじめとする読者体験告白ものにも多く取り上げられ、ここでも多くの近親相姦専門誌や専門のシリーズが出版されている。